# در سفر
در سفر رمانی از مهشید امیرشاهی است.

## دربارهٔ رمان
در سفر در واقع آلبوم عکسی است در خاطرهٔ راوی کتاب، بیشتر از ایرانیان – از تبعیدی و ساکن گرفته تا مسافر و مهاجر و تاجر – و اینجا و آنجا تصاویری از غیر ایرانیان که به قول نویسندهٔ اثر جملگی «چون نقش‌هایی در فانوس خیال گردان» درآمد و شدند. داستان کتاب از یک خاکسپاری شروع و به خاکسپاری دیگری ختم می‌گردد. نگاه تیزبین نویسنده بین ابتدا و انتهای کتاب چهره‌های پرشماری را که هر کدام در حقیقت منعکس‌کنندهٔ یکی از ابعاد تبعید است، طی رفت‌وآمدی دائم بین تراژدی و کمدی، در پیش چشم خواننده می‌نشاند.
فرشته کوثر در نقدی در بارهٔ در سفر می‌نویسد: «آغاز کتاب با «تاجی» است. «تاجی» تاجی احمدی است. همان تاجی احمدی که مسافران دیار غریب از روزهای رادیو ایران به خاطرش دارند – تاجی احمدی با صدای گرمش، داستانسرایی‌های شیرینش و شوخی هاش. امّا آغاز کتاب با حیات وی نیست که با مرگ اوست. امیرشاهی با همین سرآغاز احاطه خود را بر فن نویسندگی آشکار می‌کند. تاجی و معصومیت او، که همچون گذشته رایحه‌ای روح‌افزا دارند، اگرچه هر از گاه از بن خاطرات به مشام می‌رسند، قابل لمس نیستند و دست نایافتنی می‌نمایند. از این روست که نویسنده باظرافت تمام، جابه‌جا از نام تاجی همچون نکهتی از خاکی که بدان تعلق داشته و همچون شمیمی از وطنی که جلای آن کرده‌است بهره می‌جوید و [این] نام را در طول کتاب می‌پراکند. پرسش روشن گله از بی فرجامی روزگار از هم گسیخته‌است که در آخر کتاب هم باز در قالب «شوخی تاجی» عنوان می‌شود… این داستان تکه‌تکه کامل ناشدنی همان داستان غم هجر «دیار» آشناست – دیاری که از همان زمان آغاز «درحضر» برای [راوی] غریب گشته بود.»